# Euselasia gration
Euselasia gration är en fjärilsart som beskrevs av Adalbert Seitz 1913. Euselasia gration ingår i släktet Euselasia och familjen Riodinidae. Inga underarter finns listade i Catalogue of Life.